# Calul năzdrăvan

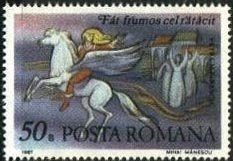
Infante Hermoso a caballo, sello de 1987

El caballo fantástico, o caballo mágico, (Calul năzdrăvan en rumano) está presente en una amplia área mitológica (Pegaso entre los griegos; Sleipnir, el caballo de Odín, entre los escandinavos; Merani entre los kartvelianos caucásicos). En la mitología popular rumana, tiene un doble significado: caballo volador y consejero del héroe.

## Naturaleza y atributos
En su estado natural, el Caballo Mágico parece un jamelgo inútil, pero una vez se le alimenta con brasas, recupera sus poderes, aunque no emprende el vuelo de repente, sino que primero hace una prueba, es decir, una evaluación de prueba. A menudo guarda en sus orejas múltiples objetos mágicos: un cepillo que, arrojado hacia atrás, se convierte en un bosque impenetrable, una piedra arenisca o un anillo, del que emerge una montaña o una pared que no se puede escalar. 
Casi siempre, el Caballo Mágico realiza todo el trabajo intelectual y físico difícil o inusual que necesita el héroe para triunfar. Hay casos de funcionalidad múltiple: calor o frío, con las fosas nasales; el baño imperial ; el transporte terrestre, aeroespacial  o al menos mediante deslizamiento relativista entre reinos; en otras ocasiones, el Caballo Mágico se convierte en un carro de batalla que se pilota solo, dando rápidos giros alrededor de los enemigos (el Dragón Sierpe, la Escorpia, la Ginoavia), asegurando a su jinete las posiciones estratégicas más ventajosas.

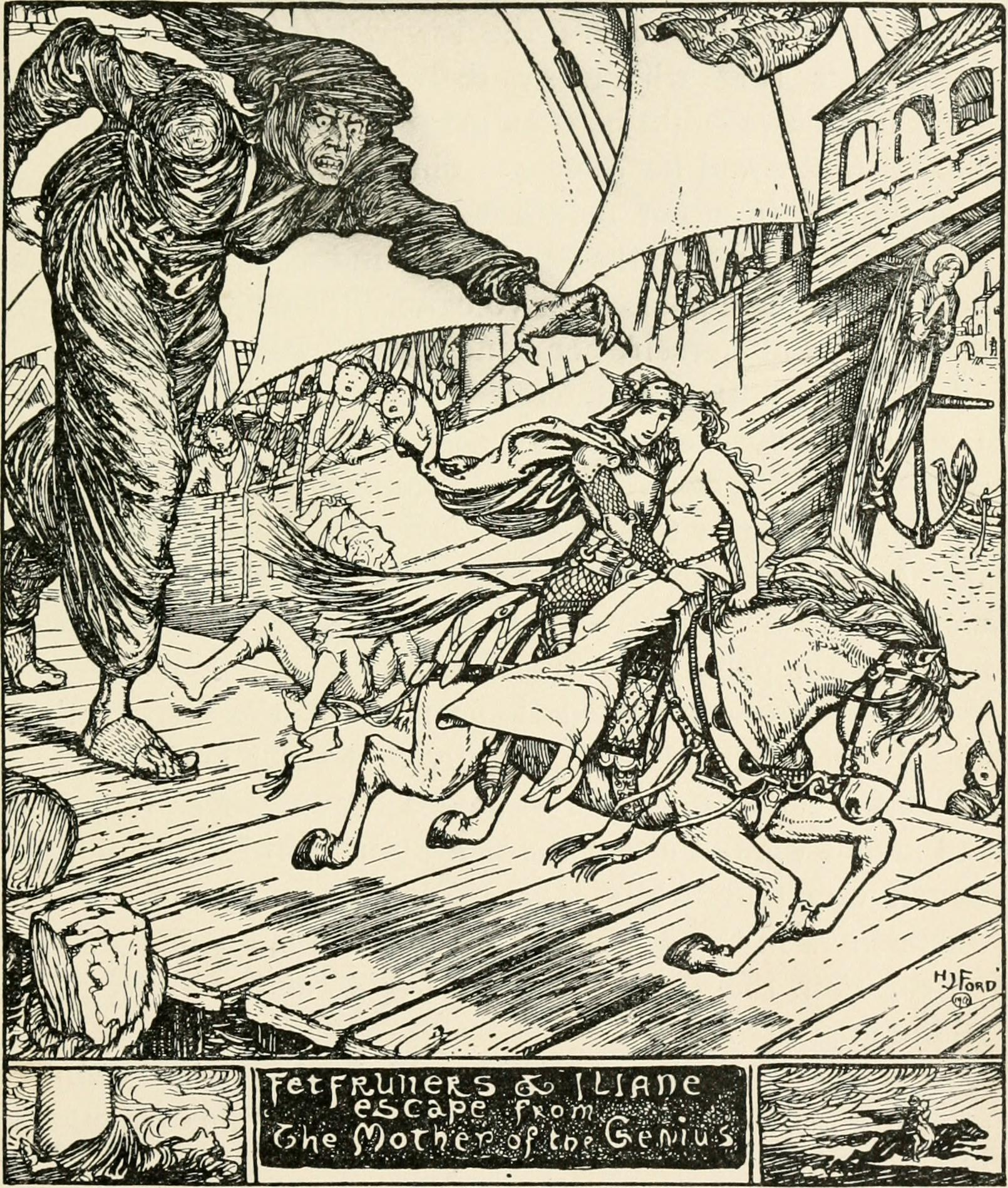
Ilustración con personajes de cuentos de hadas a caballo, 1909

También hay una indicación de la necesidad de reemplazar periódicamente el Caballo Mágico, tras un desgaste excesivo: « Prosiguiendo su camino, el caballo le dijo a la muchacha: —Señora, hasta ahora has hecho caso de todo lo que te he dicho y todo te ha ido bien. Escúchame también esta vez y no te equivocarás. Ya soy viejo y no quiero tropezar. Lleva a mi hermano Gualdo de Sol y continúa el viaje con él. Confía en él como confiaste en mí y no te arrepentirás. Es más joven que yo y más ágil, y te enseñará, como a mí, qué hacer en momentos de necesidad».

## El Caballo Mágico y otros caballos mitológicos
Aunque generalmente mortal, el Caballo Mágico es superior a los caballos inmortales Janto y Balio de Aquiles, así como al caballo artificial de los cuentos árabes , en su multifuncionalidad y sabiduría.